# Piezocera monochroa
Piezocera monochroa är en skalbaggsart som beskrevs av Bates 1885. Piezocera monochroa ingår i släktet Piezocera och familjen långhorningar.
Artens utbredningsområde är:
- Costa Rica.
- Guatemala.
- Honduras.
- Nicaragua.

Inga underarter finns listade i Catalogue of Life.